# 道の駅親不知ピアパーク
道の駅親不知ピアパーク（みちのえき おやしらずピアパーク）は、新潟県糸魚川市大字外波にある国道8号の道の駅である。

## 概要
北陸自動車道の高架橋の下部空間と橋脚を利用して立地している。北陸自動車道の高架橋建設に伴い付近の親不知漁港および海水浴場が工事期間中に船置場、海水浴場が使えなくなり、工事後も海水浴場・海岸の縮小をもたらし、公団もトンネルズリ処理場（土捨場）の確保が必要であったことから、地元との協議を踏まえて、当時の青海町と協力して海岸部に多目的広場の造成、橋脚への修景を行うことになった。同時に青海町により海岸保全区域、漁港区域などの手続きや駐車場や船置場などの造成も行われた。これによって、北陸自動車道全通を記念して1988年（昭和63年）7月16日に「親不知ピアパーク1988」として竣工し、2000年（平成12年）に道の駅に登録となった。
広場の橋脚には縦3ｍ、横5ｍの「海」「都市」「山」などをテーマとした陶壁画8枚がはめ込まれている（デザインは粟津潔）。亀のレリーフもそれぞれの橋脚にセットされ、構造物一つ一つが芸術品（パブリックアート）となっているのは、自動車道では全国初のケースである。1988年（昭和63年）7月16日に除幕式。
1989年（平成元年）8月には、すげ笠親子人形の電話ボックスが設置された。また、1990年（平成2年）3月には、日本デザイン奨励賞を受賞した。
2018年（平成30年）3月24日より、北陸自動車道親不知ICより一時退出して道の駅親不知ピアパークに立ち寄ることができる社会実験が実施されている（ETC2.0登載車限定）。

## 施設
- 駐車場
  - 普通車：226台[3]
  - 大型車：15台[3]
  - 身障者用：8台[3]
- トイレ （いずれも24時間利用可能）
  - 男：大、小 32器
  - 女：20器
  - 身障者用：5器

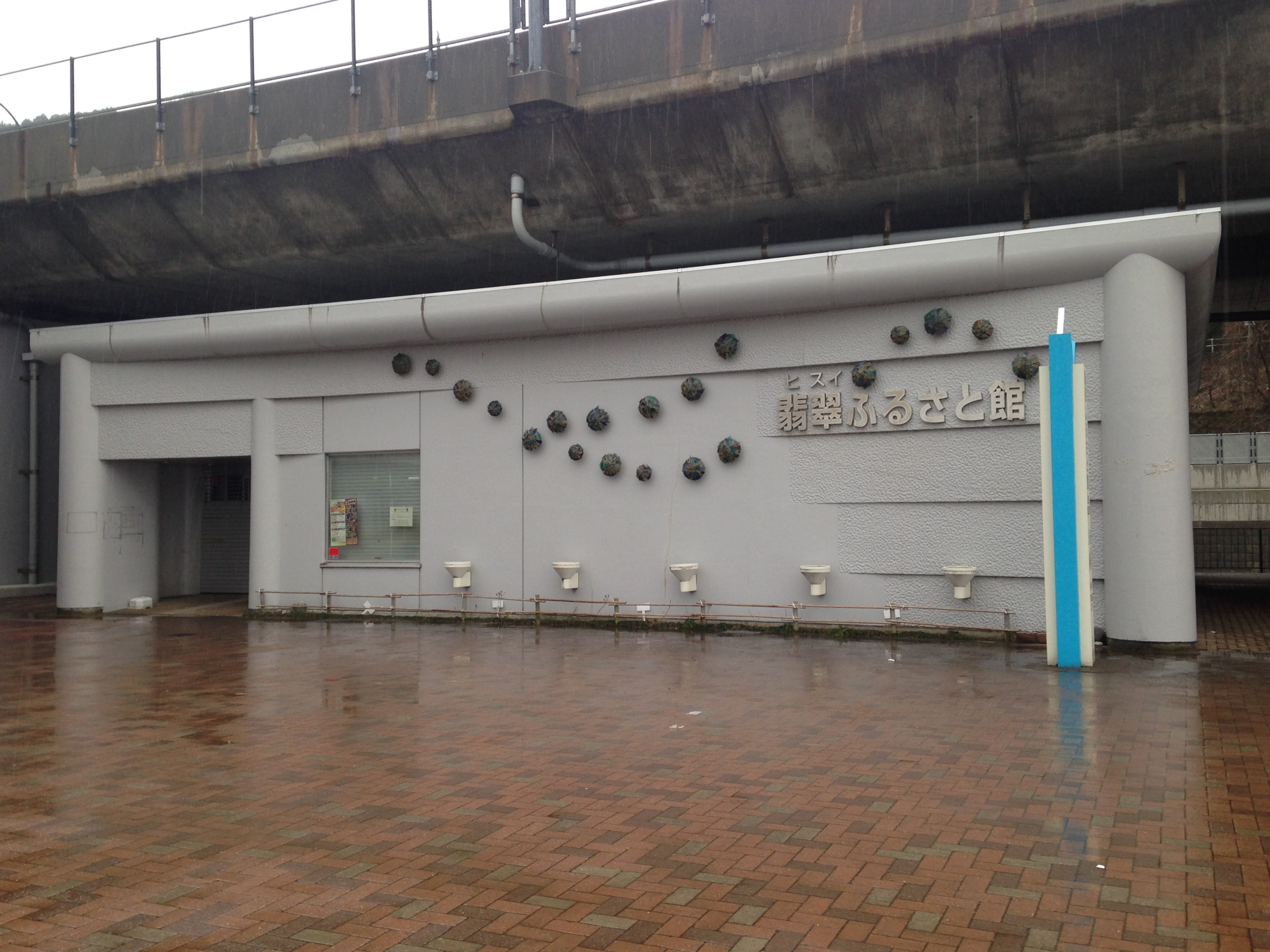
翡翠ふるさと館

- 親不知おさかなセンター（9:30 - 17:00、冬季の営業時間は変動あり）[2][3]
- レストラン漁火（11:00 - 15:00、夜間は予約が必要）[3][11]
- レストピア（売店・食堂・休憩所、9:30 - 17:00・冬季の営業時間は変動あり）[3]
- 翡翠ふるさと館 - 世界でも最大級といわれる102tの翡翠が展示されている[2][3][11]。

### 管理団体
- 設置者：糸魚川市
- 指定管理者[12]
  - 青海町商業協同組合（多目的広場・レストピア・ふるさと体験館）
  - 親不知マリンサービス（多目的広場・レストラン漁火）
  - 親不知おさかなセンター（多目的広場・親不知おさかなセンター）

## 休館日
- 年末年始（12月31日 - 1月2日）[3]
  - 翡翠ふるさと館：毎週火曜日[2]
  - レストラン漁火：毎週水曜日[3]

## アクセス
- 国道8号 - 登録路線
  - 新潟県道525号親不知外波線
- 北陸自動車道 親不知ICより約2分。

## 周辺
- 親不知交流センター まるたん坊（糸魚川市大字外波106番地、民宿・日帰り入浴施設） - 当駅より車で約3分の位置にある[11]。
- 親不知コミュニティロード[11]
- えちごトキめき鉄道日本海ひすいライン 親不知駅
- 親不知[3]